# サマータイム ブルース/Boys kiss Girls
「サマータイム ブルース/Boys kiss Girls」（サマータイム ブルース/ボーイズ キス ガールズ）は、1990年5月12日にEPIC/SONY RECORDS (現・エピックレコードジャパン) より発売された渡辺美里の16枚目のシングル。

## 概要
「サマータイム ブルース」は渡辺自身も顔出しで出演した明治生命（現・明治安田生命）「スーパーライフ」CMソング、「Boys kiss Girls」はブリヂストン「ALEPHQUEST」イメージソング（ピンク・パンサーとクルーゾー警部が出演）としてオンエアされた。
発売時のキャッチコピーは「おはよう。」

## 収録曲
- 全作詞：渡辺美里

1. サマータイム ブルース
作曲：渡辺美里、編曲：奈良部匠平
2. Boys kiss Girls
作曲：伊秩弘将、編曲：清水信之